# A német nyelv története
A német nyelv a többi germán nyelvvel együtt az indogermán nyelvcsaládba tartozik, melyből a germán nyelvek az első hangeltolódás során váltak ki. Ezen hangeltolódás részleteit részben a Jacob Grimmről elnevezett Grimm első törvénye (Grimm'sche Gesetz), részben pedig Verner törvénye írja le. A hangeltolódás folyamata során alakult ki a germán ősnyelv, vagy ősgermán nyelv.
Az 5. és 8. évszázadok között a nyugati-germán nyelvek egy része a Benrath-vonal alatt egy második hangeltolódáson ment keresztül, mely az ófelnémet nyelv kialakulását eredményezte. Ennek nyelvjárásai közé tartoztak a weser-rajnai germán rajnai frank és középfrank (ripuári, moseli frank nyelvjárások), valamint az elbai germán keleti frank, alemán és bajor nyelvjárások. A további évszázadokban alakult ki a középfelnémet nyelv, majd az azt követő korai újfelnémetből alakult ki a modern újfelnémet nyelv, a Hochdeutsch.
A nyugati germán nyelvek közül a Britanniába vándorolt szászok, angolok és jütök nyelvét nem érintette a második hangeltolódás. Az óalnémet, valamint az óalfrank szintén nem vette át a változásokat, azonban utóbbiak esetén megmaradt a felnémettel való érintkezés és ezek a nyelvjárások egy dialektus-kontinuumot képeztek. Az alfrank nyelvjárásokból fejlődött ki a holland nyelv.

## Az ófelnémet

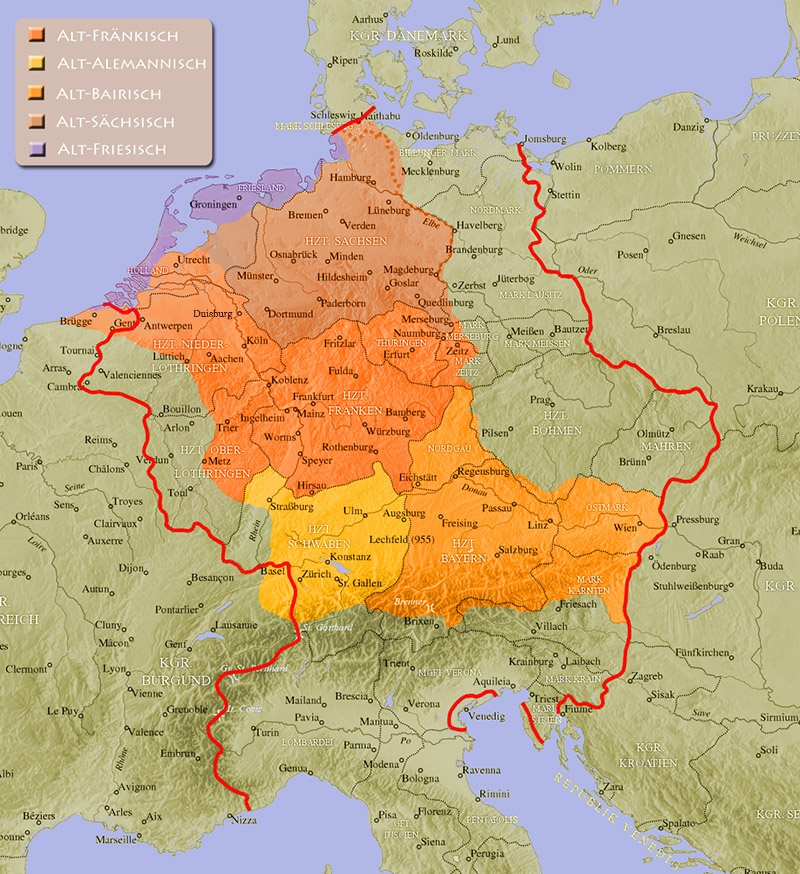
A német nyelv elterjedésének területe a Német-római Birodalomban 962 körül

### Története
Kr. u. 500 körül alakult ki a déli nyugati germán dialektusokból az ófelnémet nyelv, mely tulajdonképpen egymáshoz közel álló dialektusok csoportja volt. Mivel egységes nyelv nem létezett, a korabeli szövegek sokkal inkább rendelhetők az adott dialektushoz, azaz sokkal inkább mint ófrank, óbajor, óalemán stb. szövegekként írhatók le.
A „deutsch”, azaz a „német” szó az írásbeliségben először a középlatin theodiscus formában tűnik fel egy a Kr. u. 786-os évből származó szövegben. A latin theodiscus szó jelentése: „a nép nyelvén”. A 9. század második negyedében először feltűnő ófelnémet thiutisce szó jelentése „németül”.

### Nyelvtan
Az ófelnémet nyelv szintetikus nyelv. A főnév négy esettel rendelkezik. Megkülönböztetünk erős (vokális) és gyenge (mássalhangzókra vonatkozó) ragozást. A névelőket is megfelelően különbözteti meg. A gyenge ragozású igék száma mindig nagyobb volt az erős ragozású igéknél, azonban az ófelnémetben az utóbbi csoport kiterjedése a mai állapotnál sokkal nagyobb volt.

### Fonológia
Az ófelnémet, valamint a többi germán nyelv közötti különbségeket az ófelnémet hangeltolódás szemlélteti. Ennek határait nagyjából a német középhegységek vonulata határozza meg, mely vonalat Benrath-vonalnak neveznek.
Az ófelnémet hangeltolódás a mássalhangzók rendszerét érinti, például:
| modern német | ófelnémet | angol | jelentés |
| ------------ | --------- | ----- | -------- |
| das          | dat       | that  | az       |
| wasser       | water     | water | víz      |
| schlafen     | slapen    | sleep | aludni   |
| machen       | maken     | make  | csinálni |
| ich          | ik        | I     | én       |

## Óalnémet
Az óalnémet, melyet az ószász megnevezéssel is illetnek egy a 9. és 12. században beszélt germán dialektus, melyet a mai Németország északi területein, a német partvidéken, valamint Dánia déli területein beszéltek az ott élő szászok. Közeli rokonságban áll az angol-fríz (óangol és ófríz) nyelvekkel.
Az alnémet nyelv dialektikus átmenetet képez a felnémet és az angol-fríz, valamint alfrank (mai holland) nyelvek között, így képezve dialektus-kontinuumot a germán nyelvterületen.

## A középfelnémet

### Története
A politikai változások következtében a német nyelv írásbelisége a 10. század folyamán visszaszorult. Csak az 1050-es évektől indul meg a német írásbeliség ismételt elterjedése. Ennek a "kiesett" periódusnak köszönhető, hogy a 11. századtól számos új jelenség figyelhető meg a német nyelvben. Erre az időszakra (kb. 1050-re) datálják a középfelnémet nyelv kezdetét.

### Fonológia
A középfelnémetet elsősorban a mellék-, ill. végszótagok gyengülése különbözteti meg az ófelnémettől, míg az újfelnémettól a tőszótag vokalizmusa választja el. A középfelnémetben nyúlt szótagban rövid magánhangzók találhatók, míg ez az újfelnémetből eltűnt és ezekben a szótagokban nyújtottak a magánhangzók.

## Középalnémet
A középalnémet a modern alnémet elődje. Körülbelül 1100 és 1500 körül beszélték, keleti és nyugati ágra osztható.
A középalnémet a Hanza-kereskedelem hivatalos nyelve volt, így az egész északi-tengeri és balti partvidéken beszélték.
Lübeck városa körüli változata standardizált írott nyelv formájában fejlődött tovább, noha nem kodifikálták.

## Korai újfelnémet

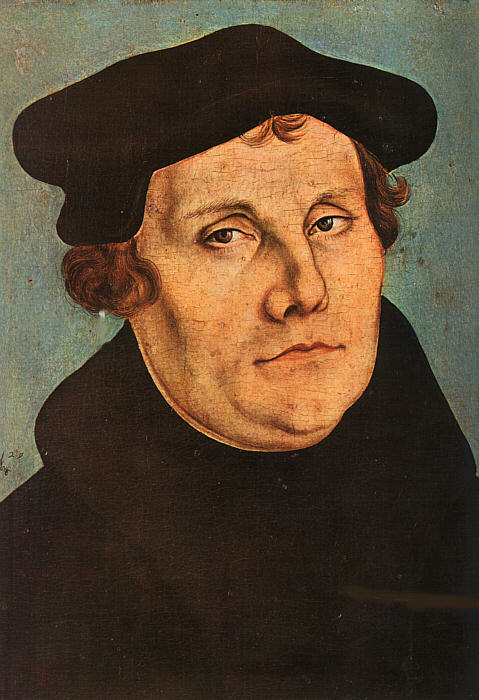
Luther Márton, ágoston-rendi szerzetes

### Története
A korai újfelnémet története a 14. század közepétől a 17. század közepéig nyúlik. Legismertebb írásbeli emléke a lutheri Bibliafordítás 1545-ből. Luther a Biblia lefordításakor a meißeni udvari hivatalos nyelvet használta. Ez a nyelv a kései középkori keleti felsőnémet, valamint a keleti középnémet nyelv átmenete volt.

### Nyelvtana
A korai felnémet írásban megtartotta a középfelnémet nyelvtan jelentős részét, azonban a népi nyelvhasználatban már megkezdődött a Genitiv, valamint a Präteritum elhagyása. Ez a folyamat ma jól megfigyelhető a délnémet nyelvterületen. A folyamat a 18. századig tartott. Ekkorra alakult ki egy egységes írott német nyelv, mely a korai újfelnémet végét jelentette.

### Fonológia
A korai újfelnémetet számos hangváltozási folyamat választja el mind a középfelnémettől, mind az újfelnémettől. Ebben az időben például az "-ei-" kiejtése még az angol "-ay" (például say) kiejtéséhez hasonlóan [ei] volt, míg ma [ai]-ként ejtik, valamint az "sl" hangkapcsolatok "schl"-lé alakultak (slafen helyett schlafen).

## Újfelnémet

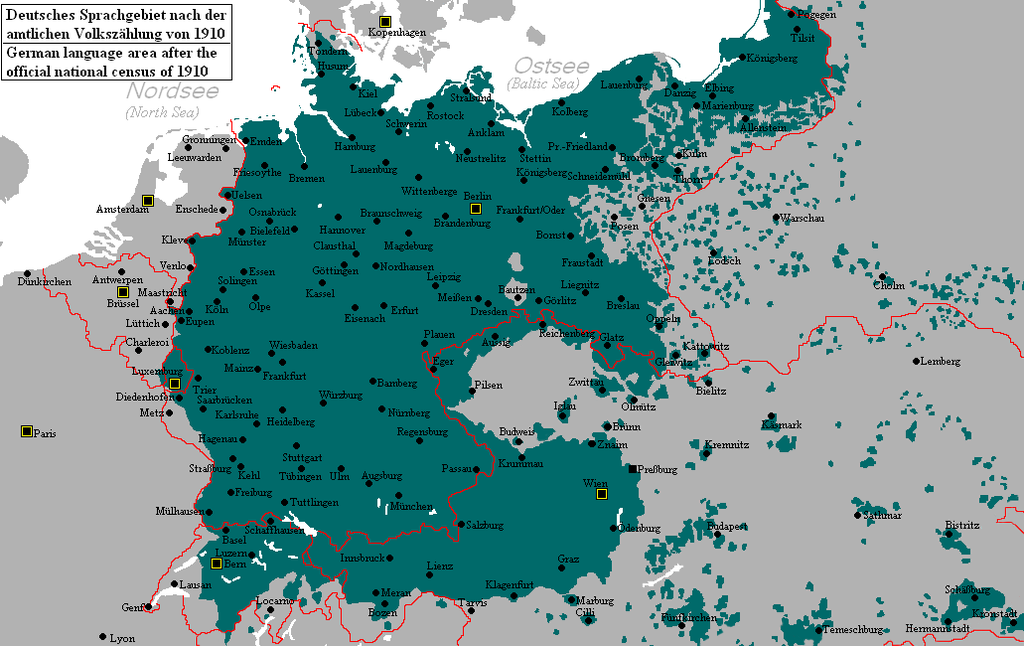
A német nyelv elterjedése az 1910-1911-es években

### Története
A 19. századig, de kisebb községekben, és a vidéken sok helyütt egészen a második világháború végéig az újfelnémet, a Hochdeutsch csak az írásbeliség nyelve volt. Eddig az időszakig még északon is alnémetet (plattdeutsch) beszéltek, és az újfelnémet nyelvet mintegy idegen nyelvként tanulták. Utóbbi főleg az írásnak megfelelő kiejtést jelentette.
Észak-Németországból azonban mára jóformán teljesen eltűnt az alnémet, azt felváltotta egy dialektus, mely nagy részben az újfelnémet írásbeliségen alapszik.  A délnémet dialektusok (Bajorországban, Baden-Württembergben, Liechtensteinben, Ausztriában és Svájcban) ettől a kiejtési módtól jelentősen eltérnek
A mai újfelnémetnek kisebb eltérésekkel rendelkező, de elismert regionális variánsai léteznek.

### Nyelvtana
A német nyelv flektáló nyelv, azaz a szavak közötti nyelvtani kapcsolatot részben ragozás, részben tőhangváltás fejezi ki. Ezzel egy rugalmas mondatképzés válik lehetővé - szemben a nem flektáló nyelvekkel. Az újfelnémetetet kitüntetik ezenkívül különösen sokszínű szóképzési lehetőségei, amennyiben lehetőség van spontán szóképzésre, azaz olyan szavak képzésére, melyeket egyik szótár sem tartalmaz, mégis mindenki megérti őket.

## Fordítás
- Ez a szócikk részben vagy egészben  a   Deutsche Sprachgeschichte című német Wikipédia-szócikk ezen változatának fordításán alapul.  Az eredeti cikk szerkesztőit annak laptörténete sorolja fel. Ez a jelzés csupán a megfogalmazás eredetét és a szerzői jogokat jelzi, nem szolgál a cikkben szereplő információk forrásmegjelöléseként.